# Biagio Borriello
Biagio Borriello (San Giovanni a Teduccio, 15 dicembre 1879 – Napoli, 20 luglio 1951) è stato un armatore e politico italiano.

## Biografia
Compiuti gli studi liceali prima del 1900 entra nel settore portuale di Napoli alle dipendenze della sociatà inglese Holme & Co., quindi nel 1903 dirige l'ufficio traffico della sinergia tra Waute Star line e Hamburg Amerika Line. Nel 1905 è assunto dalla Navigazione Italia, che si occupa del traffico commerciale e viaggiatori col sudamerica. Nel 1906, ceduta la società alla Navigazione generale italiana, fonda con due armatori olandesi la società J. Wilmilink & co., nella quale assume la rappresentanza di quasi tutte le compagnie di navigazione dei Paesi Bassi.
Con l'elezione alla camera di commercio di Napoli inizia per il Borriello una scalata alle istituzioni economiche e politiche della città, forse favorita dalla sua adesione alla massoneria, e più ancora dal suo matrimonio con Gertrude Alcok, esponente di una facoltosa famiglia inglese. Nel periodo della prima guerra mondiale consegue ingenti profitti che gli consentono di acquisire una società di navigazione austriaca e iniziare l'attività di armatore. 
Tra il 1918 e il 1922 viene nominato membro del Consiglio superiore della marina mercantile, si reca negli Stati Uniti per regolamentare i traffici marittimi con l'Italia ed ottiene incarichi presso la Camera di commercio internazionale e l'Unione delle camere di commercio di Roma.
Politicamente vicino a Francesco Saverio Nitti nel 1919 rifiuta di candidarsi deputato per dedicarsi a operazioni remunerative. Costituisce la Lloyd nazionale italiana per i rischi marittimi e favorisce lo sviluppo della Banca meridionale di credito, fondata nell'agosto del 1922. Provvede anche ad un riassetto della sua società marittima, che diventa l'anonima Wilmink & Borriello, alla cui ragione sociale viene in seguito aggiunto "commercio marittimo, armamento navi, importazione export e rappresentanze ". 
Con l'avvento di Mussolini al governo il Borriello rimane inizialmente neutrale verso il fascismo ma nel 1923 ha un ruolo di primo piano nella normalizzazione del fascismo napoletano che, come in altre province, mette da parte i fascisti rivoluzionari e promuove l'intesa del regime col potere consolidato. L'operato gli vale la tessera del PNF e l'inclusione nel listone fascista alle elezioni del 1924. Alcune imprudenti opinioni espresse non ufficialmente durante la crisi Matteotti, nelle quali sostiene la possibile caduta del governo, non lo allontana dalle cariche ma gli vale l'ostilità degli ambienti fascisti rivoluzionari, che si esprime in una pesante campagna di stampa dei quotidiani il Mezzogiorno e il Mattino. Quest'ultimo lo colpisce nel ruolo di presidente della Banca Meridionale di Credito, diventata nel frattempo Banca meridionale e delle colonie, un istituto che si lancia in affari rischiosi senza pretendere le necessarie garanzie, a danno dei piccoli risparmiatori. 
Tra il 1926 e il 1929 è promotore dell'acquisto della flotta della fallita società Roma, viene nominato vice-presidente del Consiglio provinciale dell'economia (sostitutivo delle camere di commercio) e costituisce la Federazione armatori dell'Italia meridionale. Nel 1930, assieme al direttore generale del Banco di Napoli, Giuseppe Frignani, promuove il riassetto delle Manifatture cotoniere meridionali. Nei primi anni '30, tuttavia, la fiducia di Mussolini inizia a calare, dando modo ai suoi oppositori di riprendere le campagne ostili. Sono presi a pretesto il processo per il fallimento della Banca Meridionale, del quale era rimasto estraneo, e una dettaglliata inchiesta su irregolarità nella gestione del porto e i profitti derivati dalle numerose cariche ricoperte. Era subentrato a J. Wilmink nella presidenza della Wilmink & Borriello, ma era anche presidente della Società anonima acquedotto di Napoli, della Società anonima bacini e scali napoletani e delle Officine termotecniche Giuseppe Paratore & C. Era inoltre consigliere d'amministrazione della Società italiana di navigazione Tirrenia, della Società anonima manifatture cotoniere meridionali.
Un rivolgimento nella classe dirigente cittadina fascista e l'ascesa di Achille Lauro determinano la sua estromissione dal Consiglio provinciale dell'econornia. Da tale momento si dedica unicamente allo studio dei problemi portuali e della merina mercantile, dei quali invia relazioni a Mussolini nella vana speranza di riacquistarne la fiducia. Dopo la guerra, millantando dei meriti per la sua caduta in disgrazia, ridimensiona la sua attività a quella di agente marittimo. Fra le cariche conserva ormai solo quella di presidente della Wilmink & Borriello e di vicepresidente della Sigma, una piccola industria napoletana di colori e vernici.
Dal 1906 alla scomparsa è stato vice-console dei Paesi Bassi.